# Irina Davydova
Irina Andreevna Davydova-Kolesnichenko (in russo Ирина Андреевна Давыдова?; Aleksandrov, 27 maggio 1988) è un'ostacolista russa.

## Palmarès
| Anno | Manifestazione  | Sede     | Evento      | Risultato  | Prestazione | Note  |
| ---- | --------------- | -------- | ----------- | ---------- | ----------- | ----- |
| 2009 | Europei U23     | Kaunas   | 400 m hs    | 5ª         | 56"75       |       |
| 2011 | Universiadi     | Shenzhen | 400 m hs    | Argento    | 55"50       |       |
| 2012 | Mondiali indoor | Istanbul | 400 m piani | Semifinale | 53"02       |       |
| 2012 | Europei         | Helsinki | 400 m hs    | dq         | 53"77       |       |
| 2013 | Universiadi     | Kazan'   | 400 m hs    | dq         | 54"79       |       |
| 2013 | Mondiali        | Mosca    | 400 m hs    | dq         | 55"05       |       |
| 2014 | Mondiali indoor | Sopot    | 4×400 m     | dq         | 3'28"39     | [ 1 ] |
| 2014 | Europei         | Zurigo   | 400 m hs    | dq         | 54"60       |       |